# قناة أجيال
قناة أجيال للأطفال كانت قناة عربية سعودية حكومية ترفيهية موجهة إلى الأطفال بين سن 7 و15 عاماً وإلى الأسرة عموماً.
انطلقت القناة السعودية الخامسة للأطفال «أجيال» مع صباح أول أيام عيد الفطر المبارك لعام 1430هـ الموافق 20 سبتمبر 2009م. وبثت على الهواء على الأقمار الصناعية عربسات ونايلسات
أغلقت القناة في عام 2018 .

## برامج القناة
قامت القناة بتقديم وانتاج العديد من البرامج والأفلام الكرتونية ومنها:
- أصدقاء أجيال: وهو البرنامج الرئيسي للقناة من خلال بث يومي مباشر الساعة الخامسة عصرا خلال أيام الأسبوع عدا الجمعة والسبت. يقدم البرنامج فقرات متنوعة فيها المعلومة والفائدة والتوجيه والنصح والمرح والتواصل بشكل مباشر مع مشاهديها الأطفال.
- خيمة أجيال.
- وزدناهم هدى.
- برنامج ويكند: وهو برنامج أسبوعي يطل على المشاهدين كل يوم سبت الساعة العاشرة صباحاً على الهواء مباشرة، يقدمه عبد الرحمن الزهراني وغدير البلوشي وجوانا طلال وفواز القبي.
- اربح مع رابح: برنامج مسابقات وتحديات بين فريقين من الجمهور تقديم فواز القبي وغدير البلوشي.

## قائمة البرامج
1. مختبر دكستر
2. ساموراي جاك
3. الفسحة
4. فستق وسكر ولوزي
5. تيمون وبومبا
6. 101 مرقش (مسلسل تلفزيوني)
7. البديل
8. باز يطير وقيادة الكوكب
9. الرجل العنكبوت
10. بن 10: إليين فورس
11. أولاد الجيران
12. توم وجيري (حقبة تشاك جونز)
13. أبناء توم وجيري
14. أوجي والمزعجون
15. ميغامان محارب النت
16. سوكي فو
17. الأصدقاء
18. المحقق كونان
19. باكوغان
20. سوبرمان
21. تايني تون
22. ين يانغ يو!
23. المغامرون الأربعة
24. التوأم المختلف
25. صائدو التنين
26. أيرون كيد
27. إيميلي
28. أبطال الكرة
29. سكان تو غو
30. هيلو كيتي
31. هورس لاند
32. ستروبيري شورت كيك
33. كريبي
34. سباق ناسكار
35. فريق النجوم
36. جزيرة الهدايا
37. بارني والأصدقاء
38. فمبلز
39. بيم وبوم
40. ريان والمحيط
41. سبايدر رايدرز
42. سونيك
43. تومي وأوسكار: الفيلم
44. كيرو
45. فرقة الحواس

## مذيعين
- عبد الرحمن الزهراني.
- حسام حسن وياسر الشيخ
- غدير البلوشي.
- عبد الله الغامدي.
- فارس القبي.
- جوانا طلال.
- عبد الرحمن المحظار.
- فواز القبي.
- مايا الرباط.
- فيصل الشطيري.
- محمد الصانع.
- مساعد الصقعبي.
- مهند عبد الرحمن

## وصلات خارجية
- الموقع الرسمي للقناة.